# PlatinumGames
PlatinumGames Inc. (プラチナゲームズ株式会社?, Purachinagēmuzu Kabushiki Gaisha) è un’azienda giapponese sviluppatrice di videogiochi. PlatinumGames è il risultato della fusione tra la Seeds Inc., fondata nell'agosto del 2006 da Shinji Mikami, Atsushi Inaba e Hideki Kamiya, ex membri chiave di Clover Studio ed autori di titoli cult come Viewtiful Joe, Okami e God Hand, e la ODD Inc. (precedentemente ODD Ltd.), fondata da Tatsuya Minami nel febbraio del 2006.
PlatinumGames si occupa dello sviluppo di videogiochi d'azione ed è considerata una delle migliori nel panorama videoludico. Alcuni titoli prodotti dalla società come Bayonetta, Vanquish e Nier: Automata, hanno riscosso un enorme successo sia fra la stampa specializzata che fra i giocatori e vengono annoverati come tra i migliori esponenti del genere action.

## Videogiochi
| Data rilascio | Videogioco                                         | Editore           | Piattaforma                                                                       | Note                                                     |
| ------------- | -------------------------------------------------- | ----------------- | --------------------------------------------------------------------------------- | -------------------------------------------------------- |
| 2009          | MadWorld                                           | Sega              | Wii                                                                               |                                                          |
| 2009          | Infinite Space                                     | Sega              | Nintendo DS                                                                       | Sviluppato in collaborazione con Nude Maker              |
| 2009          | Bayonetta                                          | Sega              | PlayStation 3, Xbox 360, Wii U, Windows, Nintendo Switch, Playstation 4, Xbox One |                                                          |
| 2010          | Vanquish                                           | Sega              | PlayStation 3, Xbox 360, Windows, Playstation 4, Xbox One                         |                                                          |
| 2012          | Anarchy Reigns                                     | Sega              | PlayStation 3, Xbox 360                                                           |                                                          |
| 2013          | Metal Gear Rising: Revengeance                     | Konami            | PlayStation 3, Xbox 360, Windows, macOS                                           | Sviluppato in collaborazione con Kojima Productions      |
| 2013          | The Wonderful 101                                  | Nintendo          | Wii U                                                                             |                                                          |
| 2014          | Bayonetta 2                                        | Nintendo          | Wii U, Nintendo Switch                                                            | Sviluppato in collaborazione con Nintendo                |
| 2014          | The Legend of Korra                                | Activision        | PlayStation 3, Xbox 360, Windows, Xbox One, PlayStation 4                         | Sviluppato in collaborazione con Nickelodeon             |
| 2015          | Transformers: Devastation                          | Activision        | PlayStation 3, Xbox 360, Windows, Xbox One, PlayStation 4                         |                                                          |
| 2015          | 8-Bit Bayonetta                                    | Sega              | Browser, Windows                                                                  |                                                          |
| 2016          | Star Fox Zero                                      | Nintendo          | Wii U                                                                             | Sviluppato in collaborazione con Nintendo                |
| 2016          | Star Fox Guard                                     | Nintendo          | Wii U                                                                             | Sviluppato in collaborazione con Nintendo                |
| 2016          | Teenage Mutant Ninja Turtles: Mutants in Manhattan | Activision        | PlayStation 3, Xbox 360, Windows, Xbox One, PlayStation 4                         |                                                          |
| 2017          | Nier: Automata                                     | Square Enix       | PlayStation 4, Windows, Xbox One                                                  |                                                          |
| 2019          | Astral Chain                                       | Nintendo          | Nintendo Switch                                                                   | Sviluppato in collaborazione con Nintendo                |
| 2020          | The Wonderful 101: Remastered                      | PlatinumGames     | PlayStation 4, Windows, Nintendo Switch                                           |                                                          |
| 2021          | World of Demons                                    | PlatinumGames     | iOS, macOS, tvOS                                                                  |                                                          |
| 2022          | Sol Cresta                                         | PlatinumGames     | Nintendo Switch, PlayStation 4, Windows                                           |                                                          |
| 2022          | Babylon's Fall                                     | Square Enix       | PlayStation 4, PlayStation 5, Windows                                             |                                                          |
| 2022          | Bayonetta 3                                        | Nintendo          | Nintendo Switch                                                                   | Sviluppato in collaborazione con Nintendo                |
| 2023          | Bayonetta Origins: Cereza and the Lost Demon       | Nintendo          | Nintendo Switch                                                                   | Sviluppato in collaborazione con Nintendo                |
| 2025          | Ninja Gaiden 4                                     | Xbox Game Studios | Xbox Series X/S, PlayStation 5, Windows                                           | Sviluppato in collaborazione con Team Ninja e Koei Tecmo |
| TBA           | Project G.G.                                       | PlatinumGames     | TBA                                                                               |                                                          |

## Videogiochi correlati
| Data rilascio | Videogioco               | Editore     | Piattaforma                           | Note                                    |
| ------------- | ------------------------ | ----------- | ------------------------------------- | --------------------------------------- |
| 2023          | Final Fantasy XVI        | Square Enix | PlayStation 5                         | Lavoro addizionale                      |
| 2024          | Granblue Fantasy: Relink | Cygames     | PlayStation 4, PlayStation 5, Windows | Non più coinvolto nel progetto dal 2019 |
| Cancellato    | Lost Order               | Cygames     | Android, iOS                          |                                         |
| Cancellato    | Scalebound               | Microsoft   | Xbox One, Windows                     | Cancellato nel 2017                     |